# باربرا كالي
باربرا كالي (بالإنجليزية: Barbara Cully)‏ هي كاتِبة وشاعرة أمريكية، ولدت في 1955.